# Weiglkreuz

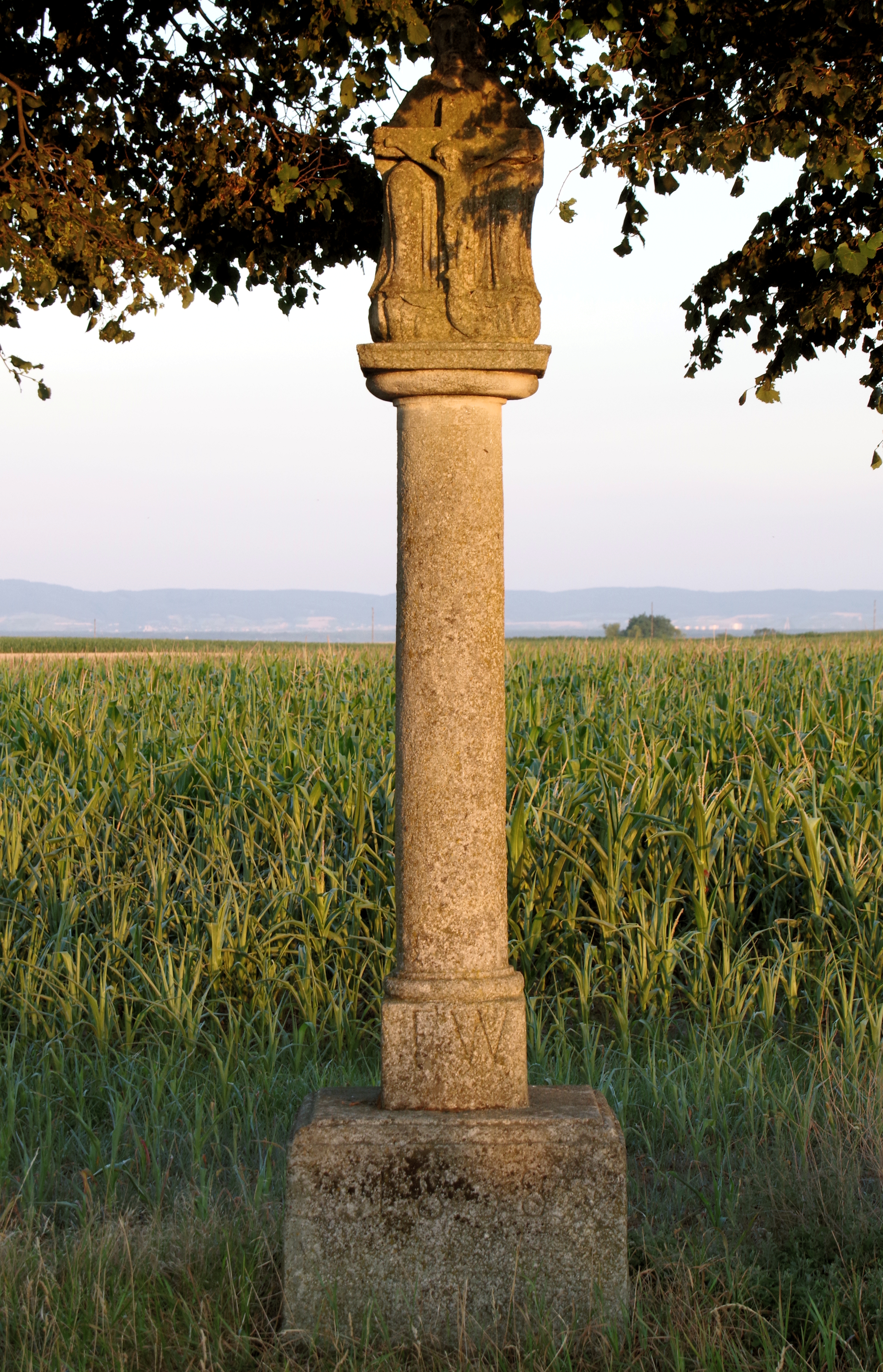
Weiglkreuz

Das Weiglkreuz (auch Weigl-Kreuz) ist ein Gnadenstuhl in der Nähe der Orte Mitterstockstall und Unterstockstall in der Marktgemeinde Kirchberg am Wagram, Niederösterreich.
Die aus Zogelsdorfer Stein gefertigte Säule ruht auf einem kubischen Sockel, der auf einem aus dem Boden ragenden ebenfalls kubischen Fußblock aufliegt. Auf dem Sockel erkennt man die Inschrift „F. W. 1838“. Über dem dorischen Kapitell der Säule steht die Heilige Dreifaltigkeit. Laut Inschrift wurde das Weiglkreuz 1838 errichtet, allerdings ist bereits auf einer Karte von 1773 an dieser Stelle ein Kreuz eingezeichnet.

## Bildergalerie

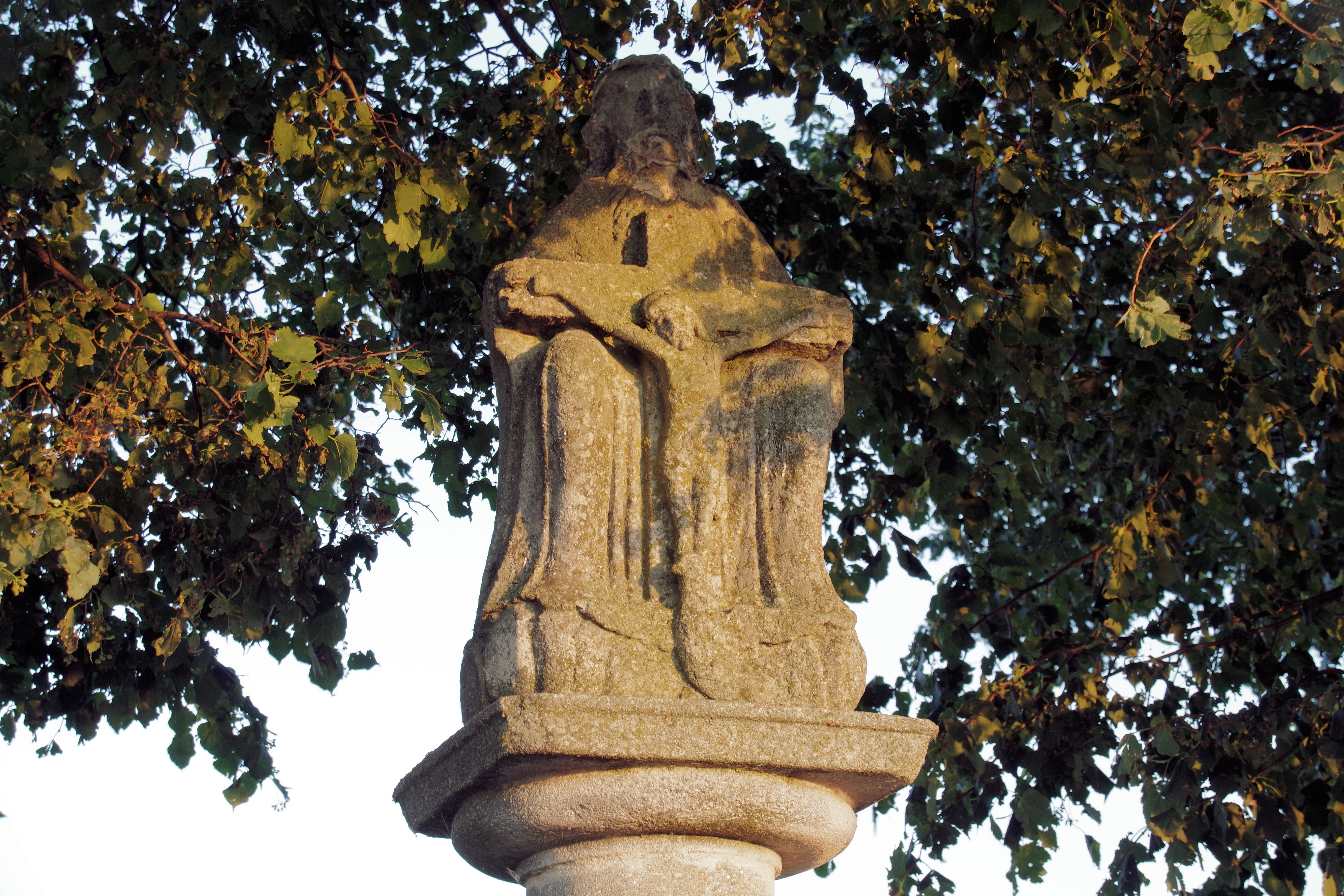
Weiglkreuz – Detail: Darstellung der Dreifaltigkeit
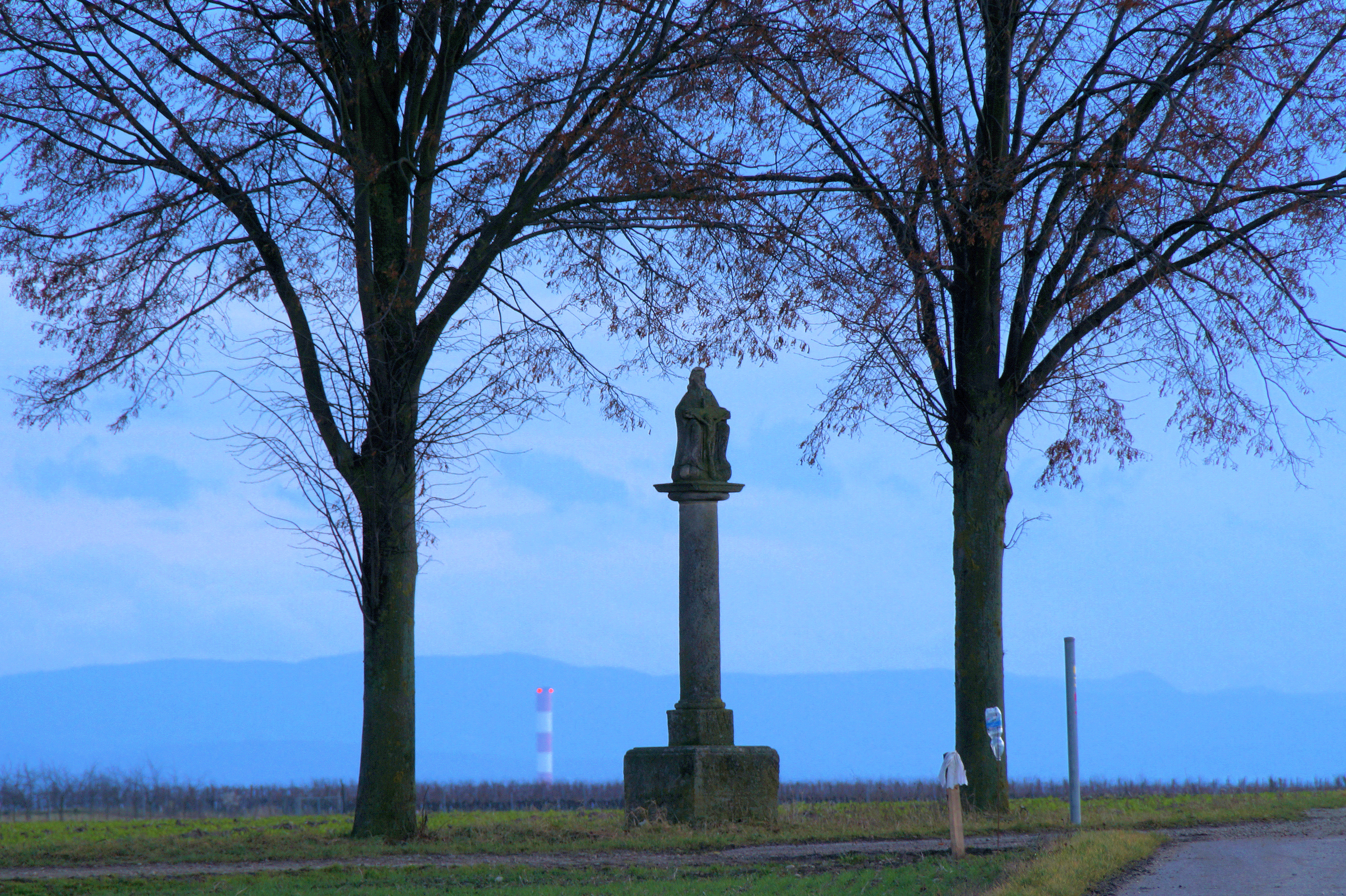
Weiglkreuz im Dezember 2014